# Din Martin
Dino Pol Kroketi (engl. Dino Paul Crocetti; 7. jun 1917 — 25. decembar 1995), poznatiji kao Din Martin (engl. Dean Martin), bio je američki pevač, filmski glumac i komičar italijanskog porekla, koji je zahvaljujući hit-pesmama kao „Memories Are Made Of This”, „That's Amore”, „Everybody Loves Somebody”, „Mambo Italiano”, „Sway”, „Volare” i „Ain't That A Kick In The Head?” postao jedna od najvećih ikona popularne muzike 1950-ih i 1960-ih. Martin je poznat i po tome što je bio komičarski partner Džerija Luisa na početku Luisove karijere, a kasnije i jedan od osnivača znamenite grupe „The Rat Pack”.

## Mladost
Martin je rođen kao Dino Pol Kročeti 7. juna 1917. u Stubenvilu, Ohajo, od oca Italijana Gaetana Alfonsa Kroketija (1894–1967) i italijansko-američke majke Anđele Kroketi (devojački Bara; 1897–1966). Njegov otac, koji je bio berberin, bio je poreklom iz Montesilvana u Peskari, a majka mu je rođena 18. decembra 1897. u Fernvudu, okrug Džeferson, Ohajo. Anđelin otac, Domeniko Bara, emigrirao je iz Monasterolo del Kastela u Bergamu. Martin je imao starijeg brata po imenu Guljelmo „Vilijam“ Antonio Kročeti (1916–1968). Njegov prvi jezik bio je italijanski i nije govorio engleski sve dok nije krenuo u školu sa pet godina. Pohađao je osnovnu školu Grant u Stubenvilu, gde su ga maltretirali zbog lošeg engleskog. Kao tinejdžer svirao je bubnjeve iz hobija. Napustio je Stubenvilsku srednju školu u desetom razredu jer je, prema Martinu, smatrao da je pametniji od svojih nastavnika. Krijumčario je alkohol, radio u čeličani, služio je kao krupije u spikiziju i diler blekdžeka, i bio je bokser u poluteškoj kategoriji.
Sa 15 godina se oglašavao kao „Kid Kročet”. Njegove bokserske borbe mu je donele slomljen nos (kasnije ispravljen), usnu sa ožiljcima, mnogo slomljenih zglobova (usled nemogućnosti da priušti traku kojom se obmotavaju ruke boksera) i modrice na telu. Od svojih 12 mečeva, rekao je da je „pobedio na svim osim 11“. Jedno vreme je delio stan u Njujorku sa Sonijem Kingom, koji je takođe počeo da se bavi šou biznisom i imao je malo novca. Njih dvojica su navodno naplaćivali ljudima da ih gledaju kako se boksuju golim zglobovima u njihovom stanu, boreći se dok jedan nije nokautiran. Martin je nokautirao Kinga u prvoj rundi amaterskog bokserskog meča. Martin je napustio boks da bi radio kao nadgledač u ruletu i krupije u ilegalnom kazinu iza prodavnice duvana, gde je počeo kao trgovački pomoćnik. Istovremeno je pevao sa lokalnim bendovima, nazivajući sebe „Dino Martini“ (po tenoru Metropolitenske opere Ninu Martiniju). On je ostvario napredak radeći za Erni Makajov orkestar. Din je pevao u krunerskom stilu pevanja pod uticajem Harija Milsa iz braće Mils i Perija Koma. Krajem 1940. počeo je da peva za vođu benda iz Klivlenda Samija Votkinsa, koji mu je predložio da promeni ime u Din Martin. Sa Votkinsom je ostao najmanje do maja 1943. godine. Do jeseni 1943. počeo je da nastupa u Njujorku. Martin je pozvan u vojsku u Drugom svetskom ratu, ali je posle 14 meseci otpušten zbog kile.
U oktobru 1941. Martin se oženio Elizabet „Beti“ En Makdonald u Klivlendu, a par je neko vreme imao stan u Klivlend Hajtsu. Na kraju su imali četvoro dece pre nego što je brak okončan 1949. godine.

## Karijera

### Udruživanje sa Džerijem Luisom
Martin je privukao pažnju Metro-Goldvin-Majera i Kolumbija pikčers, ali holivudski ugovor nije usledio. Upoznao je komičara Džerija Luisa u Glass Hat klubu u Njujorku, gde su obojica nastupali. Martin i Luis su uspostavili brzo prijateljstvo koje je dovelo do njihovog učešća u međusobnim nastupima i formiranja muzičko-komedijskog tima. Njihov zajednički debi dogodio se u Klubu 500 Atlantik Sitija 24. jula 1946. godine, ali nisu bili dobro primljeni. Vlasnik Skini D'Amato ih je upozorio da će, ako ne smisle bolju glumu za svoju drugu emisiju te večeri, biti otpušteni. Sastajući se u uličici iza kluba, Levis i Martin su se složili da „rizikuju sve u sveopštem naporu”, te su podelili su svoj nastup između pesama, skečeva i reklamnog materijala. Martin je pevao, a Luis se obukao kao šofer, bacajući tanjire i praveći haos od Martinovog nastupa i dekoracije kluba sve dok Luis nije oteran iz prostorije dok ga je Martin gađao pecivima.

## Filmografija

### Film
| Godina | Film                                            | Uloga                              | Napomene                                                                                       |
| ------ | ----------------------------------------------- | ---------------------------------- | ---------------------------------------------------------------------------------------------- |
| 1946   | Film Vodvil: Art Mooney and Orchestra           |                                    | Kratak                                                                                         |
| 1949   | My Friend Irma                                  | Steve Laird                        |                                                                                                |
| 1950   | My Friend Irma Goes West                        | Steve Laird                        |                                                                                                |
| 1950   | At War with the Army                            | 1. narednik Vik Pučineli           |                                                                                                |
| 1950   | Screen Snapshots: Thirtieth Anniversary Special |                                    | Kratak                                                                                         |
| 1951   | That's My Boy                                   | Bill Baker                         |                                                                                                |
| 1952   | The Stooge                                      | Bill Miller                        |                                                                                                |
| 1952   | Sailor Beware                                   | Al Crowthers                       |                                                                                                |
| 1952   | Jumping Jacks                                   | Kaplar Čik Alen                    |                                                                                                |
| 1952   | Road to Bali                                    | Čovek i Lalinom snu                | Kameo                                                                                          |
| 1953   | Scared Stiff                                    | Larry Todd                         |                                                                                                |
| 1953   | The Caddy                                       | Joe Anthony                        |                                                                                                |
| 1953   | Money from Home                                 | Herman 'Honey Talk' Nelson         |                                                                                                |
| 1954   | Living It Up                                    | Dr. Steve Harris                   |                                                                                                |
| 1954   | 3 Ring Circus                                   | Peter 'Pete' Nelson                |                                                                                                |
| 1955   | You're Never Too Young                          | Bob Miles                          |                                                                                                |
| 1955   | Artists and Models                              | Rick Todd                          |                                                                                                |
| 1956   | Screen Snapshots: Hollywood, City of Stars      |                                    | Kratak                                                                                         |
| 1956   | Pardners                                        | Slim Mosely Jr. / Slim Mosely Sr.  |                                                                                                |
| 1956   | Hollywood or Bust                               | Steve Wiley                        |                                                                                                |
| 1957   | Ten Thousand Bedrooms                           | Ray Hunter                         |                                                                                                |
| 1958   | The Young Lions                                 | Michael Whiteacre                  |                                                                                                |
| 1958   | Some Came Running                               | Bama Dilert (profesionalni kockar) |                                                                                                |
| 1959   | Rio Bravo                                       | Dude ('Borrachón')                 |                                                                                                |
| 1959   | Career                                          | Maurice 'Maury' Novak              |                                                                                                |
| 1960   | Who Was That Lady?                              | Michael Haney                      | Nominanovan – Zlatni globus za najboljeg glavnog glumca u igranom filmu (mjuzikl ili komedija) |
| 1960   | Bells Are Ringing                               | Jeffrey Moss                       |                                                                                                |
| 1960   | Ocean's 11                                      | Sam Harmon                         |                                                                                                |
| 1960   | Pepe                                            | Dean Martin                        | Kameo                                                                                          |
| 1961   | All in a Night's Work                           | Tony Ryder                         |                                                                                                |
| 1961   | Ada                                             | Bo Gillis                          |                                                                                                |
| 1962   | Sergeants 3                                     | Narednik Čip Dil                   |                                                                                                |
| 1962   | The Road to Hong Kong                           | 'Grozd' na plutonijumu             | Kameo                                                                                          |
| 1962   | Who's Got the Action?                           | Steve Flood                        |                                                                                                |
| 1962   | Something's Got to Give                         | Nicholas 'Nick' Arden              | (nezavršen)                                                                                    |
| 1963   | 38-24-36                                        | Sam                                |                                                                                                |
| 1963   | Come Blow Your Horn                             | The Bum                            |                                                                                                |
| 1963   | Toys in the Attic                               | Julian Berniers                    |                                                                                                |
| 1963   | 4 for Texas                                     | Joe Jarrett                        |                                                                                                |
| 1963   | Who's Been Sleeping in My Bed?                  | Jason Steel                        |                                                                                                |
| 1964   | What a Way to Go!                               | Leonard 'Lennie' Crawley           |                                                                                                |
| 1964   | Robin and the 7 Hoods                           | Little John                        |                                                                                                |
| 1964   | Kiss Me, Stupid                                 | Dino                               |                                                                                                |
| 1965   | The Sons of Katie Elder                         | Tom Elder                          |                                                                                                |
| 1965   | Marriage on the Rocks                           | Ernie Brewer                       |                                                                                                |
| 1966   | The Silencers                                   | Matt Helm                          |                                                                                                |
| 1966   | Birds Do It                                     | Din Martin                         |                                                                                                |
| 1966   | Texas Across the River                          | Sam Hollis                         |                                                                                                |
| 1966   | Murderers' Row                                  | Matt Helm                          |                                                                                                |
| 1967   | Rough Night in Jericho                          | Alex Flood                         |                                                                                                |
| 1967   | The Ambushers                                   | Matt Helm                          |                                                                                                |
| 1968   | Rowan & Martin at the Movies                    |                                    | Kratak                                                                                         |
| 1968   | How to Save a Marriage and Ruin Your Life       | David Sloane                       |                                                                                                |
| 1968   | Bandolero!                                      | Dee Bishop                         |                                                                                                |
| 1968   | 5 Card Stud                                     | Van Morgan                         |                                                                                                |
| 1968   | The Wrecking Crew                               | Matt Helm                          |                                                                                                |
| 1970   | Airport                                         | Kapetan Vernon Demerest            |                                                                                                |
| 1971   | Something Big                                   | Joe Baker                          |                                                                                                |
| 1973   | Showdown                                        | Billy Massey                       |                                                                                                |
| 1975   | Mr. Ricco                                       | Joe Ricco                          |                                                                                                |
| 1981   | The Cannonball Run                              | Jamie Blake                        |                                                                                                |
| 1984   | Cannonball Run II                               | Jamie Blake                        |                                                                                                |
| 1984   | Terror in the Aisles                            |                                    | (arhivski snimci)                                                                              |

### Televizija
| Godina    | Program                               | Uloga                     | Napomene                                                                    |
| --------- | ------------------------------------- | ------------------------- | --------------------------------------------------------------------------- |
| 1950–1955 | The Colgate Comedy Hour               | Sam                       | 187 epizoda                                                                 |
| 1953–1954 | The Jack Benny Program                | Sam                       | Dve epizode                                                                 |
| 1956      | Make Room for Daddy                   | Sam                       | Epizoda: „Teri ima randevu”                                                 |
| 1958      | The Phil Silvers Show                 | Unnamed Las Vegas Gambler | Epizoda: „Bilkova tajna misija”                                             |
| 1958      | The Danny Thomas Show                 | Sam                       | Epizoda: „Teri Kraš”                                                        |
| 1959–1960 | The Dean Martin Variety Show          | Sam                       | Dve epizode                                                                 |
| 1964      | Rawhide                               | Gurd Canliss              | Epizoda: „Kanlis”                                                           |
| 1965–1974 | The Dean Martin Show                  | Sam                       | 264 epizode Osvojio - Zlatni globus za najboljeg glavnog glumca u TV seriji |
| 1966      | The Lucy Show                         | Sam                       | Epizoda: „Lusin randevu sa Dinom Martinom”                                  |
| 1967      | Movin' with Nancy                     | Nancy's Fairy Goduncle    | Televizijski specijal                                                       |
| 1970      | Swing Out, Sweet Land                 | Eli Whitney               | Televizijski specijal                                                       |
| 1971      | The Powder Room                       | Domaćin                   | Neprodat pilot                                                              |
| 1973      | The Electric Company                  | Sam                       | Epizoda: "223"                                                              |
| 1974–1984 | The Dean Martin Celebrity Roast       | Sam                       | 54 epizode                                                                  |
| 1975      | Lucy Gets Lucky                       | Sam                       | Televizijski film                                                           |
| 1975      | Dean's Place                          | Sam                       | Televizijski specijal                                                       |
| 1977      | Dean Martin's Christmas in California | Sam                       | Televizijski specijal                                                       |
| 1978      | Charlie's Angels                      | Frank Howell              | Epizoda: „Anđeli u Vegasu”                                                  |
| 1979      | The Misadventures of Sheriff Lobo     | Sam                       | Epizoda: „Din Martin i munšajners”                                          |
| 1979      | Vega$                                 | Sam                       | Epizoda: „Uzurpator”                                                        |
| 1980      | The Dean Martin Christmas Special     | Sam                       | Televizijski specijal                                                       |
| 1985      | Half Nelson                           | Sam                       | Šest epizoda                                                                |

## Literatura
- Lewis, Jerry; Kaplan, James (2005). Dean & Me (A Love Story). New York: Doubleday. ISBN 978-0-7679-2086-5.
- Tosches, Nick (1992). Dino: Living High in the Dirty Business of Dreams (1st изд.). New York: Delta Trade Paperbacks. ISBN 978-0-385-33429-7.
- Arthur Marx. Everybody Loves Somebody Sometime (Especially Himself): The story of Dean Martin and Jerry Lewis, New York, NY.
- Smith, John L (1998). The Animal in Hollywood: Anthony Fiato's Life in the Mafia. New York: Barricade Books. ISBN 978-1-56980-126-0.

## Spoljašnje veze
- Din Martin na sajtu  (jezik: engleski)